# Marco Treviño
Marco Antonio Treviño Mieres (Guadalajara, 7 de enero de 1961) es un actor mexicano. Participó en las telenovelas Rosa Diamante, Daniela y Deseo prohibido, entre otras. También ha trabajado en varias películas mexicanas. 
En los años 1980 estudió Comunicación en la Universidad del Valle de Atemajac (Univa Guadalajara). Tiene siete hermanos. 

## Filmografía

### Televisión
- Lo que callamos las mujeres (2023) - Gerardo
- Pancho Villa: El Centauro del Norte (2023) - Venustiano Carranza[1]
- La madrastra (2022) - Donato Rivas
- Mujer de nadie (2022) - Jacobo Arizmendi[2]
- Rutas de la vida (2022) - Eufra[3]
- La negociadora (2021)[4]
- Vencer el desamor (2020-2021) - Lino Ferrer / Eliseo Morán  #2[5]
- Educando a Nina (2018) - Manuel dos Puertas
- Nada personal (2017) - Trujillo
- Guerra de ídolos (2017) - Moisés Solar
- Hasta que te conocí (2016) - Eduardo Magallanes
- El señor de los cielos (2015-2016) - Abel Terán
- Los miserables (2014) - Ignacio Durán
- Fortuna (2013) - Adolfo Altamirano "El Zar"
- Capadocia (2008-2012) - Santiago Marín
- Paramédicos (2012) - Raúl Velasco Guerrero
- Rosa Diamante (2012) - Antonio Andrade Urrutia
- Infames (2012) - Jorge Antonio Barreiro
- El sexo débil (2011) - Máximo De La Croix
- Las Aparicio (2010) - Máximo Delacroix
- Eternamente tuya (2009) - Jesús
- Deseo prohibido (2008) - Braulio Santos Sanjur
- Cambio de vida (2008)
- Mientras haya vida (2007) - Dr. Marcos Riveroll (No Acreditado)
- Los plateados (2005) - Coronel Mejía
- Zapata: amor en rebeldía (2004) - miniserie: Don Ignacio
- Gitanas (2004)
- Ladrón de corazones (2003) - Mateo
- Feliz Navidad, mamá (2002) - miniserie: Virgilio
- La duda (2002) - Martín
- Daniela (2002) - Osvaldo
- Todo por amor (2000)

### Películas
- Sincopa (2023)[6]
- El sabor de la navidad (2023) - Vicente[7]
- Espectro (2013) - Doctor
- Después de Lucía (2012) - Director
- Memoria de mis putas tristes (2011)
- Oscura seducción (2010) - Eduardo
- Desafío! (2010) - Álvaro
- Hidalgo: La historia jamás contada (2010) - Abad Quiepo
- 180º (2010) - José
- Bajo amenaza: 42 km. de angustia (2009) - Solís
- 2033 (2009) - Padre Miguel
- Llamada a un ángel (2008) - Ángel
- El brassier de Emma (2007) - Francisco
- Malos hábitos (2007) - Gustavo
- Un mundo maravilloso (2006) - Jefe
- ADN, la prueba (2005)
- Bodas de oro (2005) - Mario
- Puños rosas (2004)
- Fidel (2002)
- El sueño del caimán (2001)
- En el tiempo de las mariposas (2001) - Dr.
- Rodeo del crimen (1997)
- El gatillero de la mafia (1995) - Jacinto
- La playa del deseo (1995)
- Las pasiones del poder (1994)
- Halcones de la muerte (espías mortales) (1993) - Espía 2
- La blazer blindada 2 (1992) - Armando
- Por un salvaje amor (1992)
- Astucia (1986)
- Doña Herlinda y su hijo (1985) - Rodolfo